# Insectenbeet

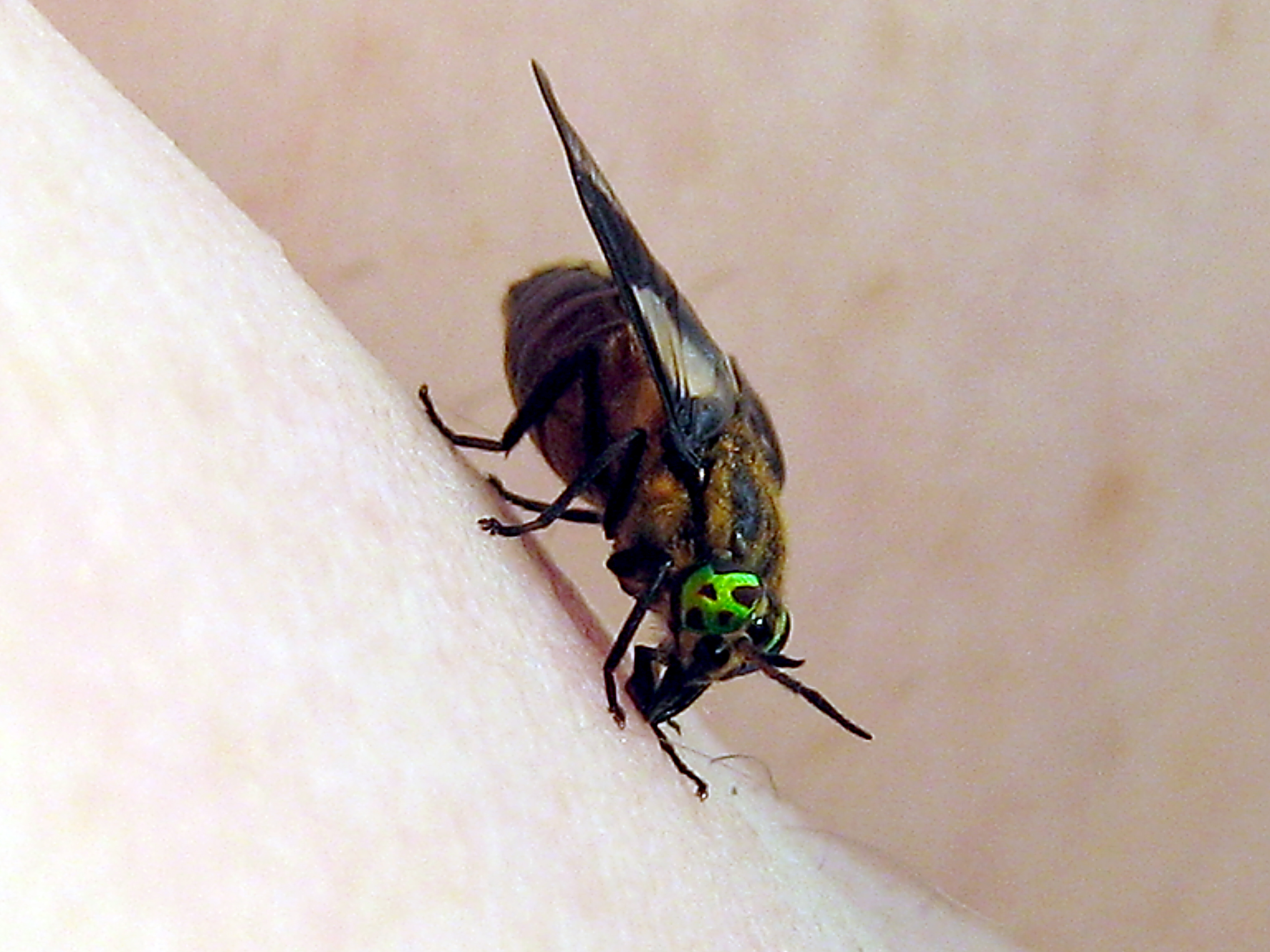
Het vrouwtje van een goudoogdaas dat zich voedt met menselijk bloed.

Een insectenbeet, niet te verwarren met een insectensteek, is een beet van een insect, meestal om bloed te zuigen, soms als verdediging van het insect. Meestal zijn insectenbeten afkomstig van (de vrouwtjes van) bloedzuigende insecten als muggen, vlooien, dazen, bedwantsen en luizen. Zeldzaam zijn beten van roofwantsen of waterkevers, maar waterinsecten als het bootsmannetje en de zwemwants kunnen gemeen bijten.
Insectenbeten veroorzaken vaak een zwelling als gevolg van een afweerreactie op de (lichaamsvreemde) enzymen in het speeksel van het insect. De enzymen die het insect in de bijtwond spuit hebben meestal bloedontstollende of verdovende eigenschappen. Door de reactie van het afweersysteem komt rond de wond histamine vrij, waardoor een ontstekingsreactie in het weefsel optreedt.
Daarnaast kunnen infectieziekten door insectenbeten worden overgebracht: malaria, slaapziekte, vlektyfus, en verschillende soorten encefalitiden zijn hiervan slechts enkele voorbeelden.
Ook de beten van teken zijn een bekend verschijnsel, dit zijn echter geen insecten, maar spinachtigen.